# Аглабиды
Аглаби́ды (араб. الأغالبة‎) или Бану аль-Аглаб (араб. بنو الأغلب‎) — арабская династия, правившая Ифрикией. Происходила из племени Бану Тамим, правившего в ряде провинций Арабского халифата, в том числе в Северной Африке в 800—909 годах. Правители династии Аглабидов носили титул эмира и формально признавали сюзеренитет аббасидских халифов, фактически эмират Аглабидов со столицей в Кайруане был независимым. Начиная с 827 года, Аглабиды завоевали Сицилию, а позднее — Калабрию. Династия Аглабидов пала в результате шиитского восстания под предводительством Фатимидов.

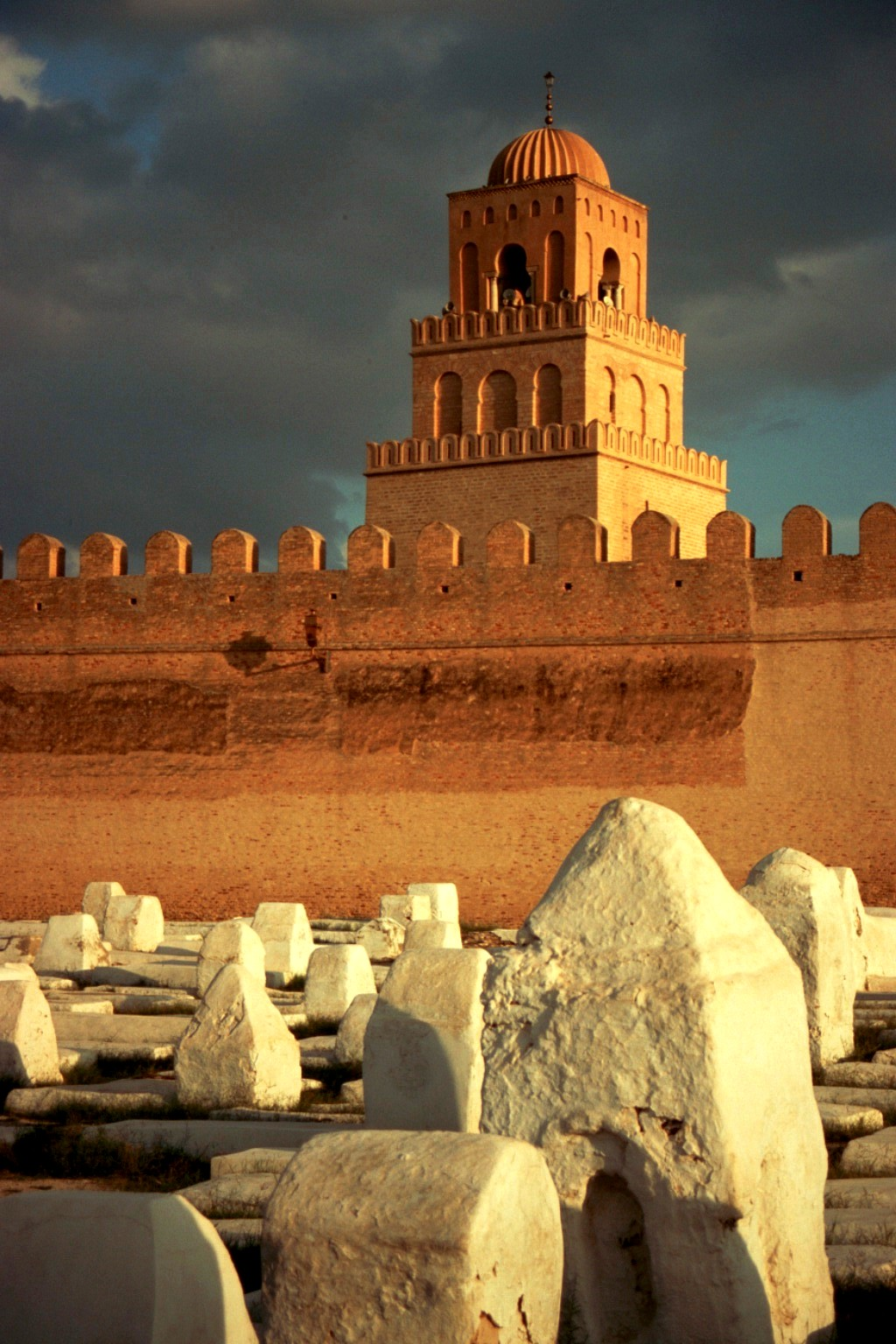
Великая кайруанская мечеть — памятник эпохи Аглабидов

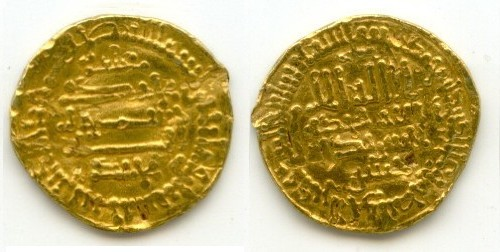
Динар Аглабидов

Территория под властью Аглабидов в Северной Африке и Южной Европе

## История
В 800 году аббасидский халиф Харун ар-Рашид назначил Ибрагима I ибн аль-Аглаба, сына хорасанского арабского военачальника из племени Бану Тамим, наследственным эмиром Ифрикии в ответ на анархию, царившую в этой провинции после падения Мухаллабидов. В то время в Ифрикии уже проживало около 100 тысяч арабов, хотя берберы всё ещё составляли подавляющее большинство.
Ибрагиму предстояло взять под свой контроль район, охватывающий восточные районы Алжира, Туниса и Триполитании. Хотя его династия была независима во всем, кроме названия, она никогда не переставала признавать верховенство Аббасидов. Аглабиды ежегодно платили дань халифу Аббасидов, и их сюзеренитет упоминался в хутбе на пятничной молитве.
После умиротворения страны Ибрахим ибн аль-Аглаб основал резиденцию в новой столице, аль-Аббасия, которая была основана за пределами Кайруана, отчасти для того, чтобы дистанцироваться от оппозиции маликитских юристов и теологов, которые осуждали то, что они считали роскошной жизнью Аглабидов (не говоря уже о том, что Аглабиды были мутазилитами в теологии и ханафитами в фикх-юриспруденции), и неравное положение берберов-мусульман. Кроме того, в Сусе и Монастире были созданы пограничные укрепления (рибат). Аглабиды также построили ирригацию этого района и усилили общественные здания и мечети аль-Аббасии. Было зафиксировано, что использовались 5000 черных рабов-занджей, которые поставлялись через транссахарскую торговлю.
Одной из уникальных особенностей Аглабидов является то, что, несмотря на политические разногласия и соперничество между Аглабидами, служившими под началом халифата Аббасидов, и омейядским эмиратом Кордова, мусульмане в Испании также послали флот под командованием Асба ибн Вакиля, чтобы помочь Аглабидам завоевать Сицилию. Ибн Касир записал, что здесь присутствовал объединенный отряд из 300 кораблей Омейядов и Аглабидов. Аглабидский гарнизон в Минео сумел вступить в контакт с андалузскими Омейядами, которые немедленно согласились на союз при условии, что Асбаг будет признан главным командующим, и вместе со свежими войсками из Ифрикии двинулись на Минео. Феодот отступил в Энну, и осада Минео была сломлена в июле или августе 830 года. Затем объединенная Ифрикийская и Андалузская армия сожгла Минео и осадила другой город, возможно Каллониану (современная Баррафранка). Однако в их лагере вспыхнула чума, приведшая к гибели Асбага и многих других людей. Город пал позже, осенью, но численность арабов была истощена до такой степени, что они были вынуждены оставить его и отступить на запад. Теодот бросился в погоню и нанес тяжелые потери, после чего большинство андалузцев покинуло остров. Однако и Феодот был убит в это время, возможно, в одной из таких стычек.
При Зиядете-Аллахе I (817—838) произошло восстание арабских войск в 824 году, которое не было подавлено до 836 года с помощью берберов. Завоевание Византийской Сицилии с 827 года под руководством Асада ибн аль-Фурата было попыткой удержать неуправляемые войска под контролем — оно было достигнуто лишь медленно, и только в 902 году был взят последний византийский форпост. Грабительские набеги на материковую Италию, включавшие разграбление Рима, Неаполя и Бари Мухаммадом Абуль Аббасом, продолжались вплоть до X века. Постепенно Аглабиды потеряли контроль над арабскими войсками на Сицилии, и там возникла новая династия — Кальбиты.
Государство Аглабидов достигло своей высшей точки при Ахмаде ибн Мухаммаде аль-Аглаби (856—863). Ифрикия была значительной экономической державой благодаря своему плодородному сельскому хозяйству, чему способствовало расширение римской ирригационной системы. Он стал центром торговли между исламским миром, Византией и Италией, особенно прибыльной работорговлей. Кайруан стал самым важным центром обучения в Магрибе, особенно в области теологии и права, а также местом сбора поэтов. 
Аглабиды были крупными строителями и возвели многие из старейших памятников исламской эпохи на территории современного Туниса, в том числе военные сооружения, такие как Рибат в Суссе и Рибат в Монастире, религиозные здания, такие как Великая мечеть в Суссе и Великая мечеть в Сфаксе, а также практические инфраструктурные сооружения, такие как водохранилища Аглабидов в Кайруане. Аглабидские эмиры спонсировали строительные проекты, в частности восстановление мечети Укба, и разработали архитектурный стиль, который объединил аббасидскую и византийскую архитектуру. Большая часть их архитектуры, даже мечети, имела тяжелый и почти крепостной вид, но, тем не менее, они оставили влиятельное художественное наследие.

### Упадок Аглабидов
Упадок династии начался при Ибрагиме II ибн Ахмаде (875—902). Нападение Тулунидов в Египте было отражено, а восстание берберов подавлено с большим количеством жертв. Кроме того, в 893 году среди берберов Кутамы началось движение шиитских Фатимидов с целью свержения Аглабидов. Абдулла аль-Махди Биллах захватил города Кайруан и Раккада и принял от народа присягу на верность. К 909 году династия Аглабидов была свергнута и заменена Фатимидами.

## Вали Мисра
- Муса ибн Кааб амир 758—759
- Салим ибн Савада амир 780—781
- Умайр ибн Валид амир 829

## Вали Ифрикии
- Аглаб ибн Салим — амир 765—766, 767—768
- Ибрахим I — амир 800—812
- Абдаллах I — амир 812—817
- Зиядет-Аллах I — амир 817—838
- Абу Икаль ибн аль-Аглаб — амир 838—841
- Мухаммед I — амир 841—856
- Ахмед ибн Мухаммед — амир 856—863
- Зиядет-Аллах II — амир 863—864
- Мухаммед II аль-Майит — амир 864—875
- Ибрахим II — амир 875—902
- Абдаллах II — амир 902—903
- Зиядет-Аллах III — амир 903—909

## Вали Арминии
- Хузайма ибн Хазим амир 786—787, 803—806

## Вали Заба
- Ибрахим ибн аль-Аглаб амир 795—800

## Вали Сикилийи
- Хафаджа ибн Суфйан амир —869
- Мухаммад ибн Хафаджа амир 869—871
- Савада ибн Мухаммад амир 864—
- Абу-ль-Аббас ибн Ибрахим амир 900—902